# Anorexia Nervosa
Anorexia Nervosa est un groupe de black metal symphonique français, originaire de Limoges. Le groupe se forme en 1995 à l'initiative de Stefan Bayle, et devient actif pendant les dix années qui suivent sa formation malgré son changement de style musical régulier. Le groupe passe du death metal expérimental au black metal avant de s'auto-définir dans le style dark nihilistic metal, un genre musical sans aucune introduction et échauffement à la violence de la musique, une sonorité extrême du début à la fin des morceaux et des paroles provocantes et hurlantes de colère.
En 2005, Anorexia Nervosa devient inactif à la suite du départ du chanteur Rose Mother Sucking Hreidmarr et préfère finalement arrêter sa carrière musicale.

## Biographie

### Débuts et Necromancia (1993–1995)
Anorexia Nervosa est formé en 1995 à Limoges, en France, sur les cendres du groupe Necromancia, un groupe de death metal expérimental dont le line-up initial comprend Stefan Bayle et Marc Zabé à la guitare, Pierre Couquet à la guitare basse, Stéphane Gerbaud au chant, et Nilcas Vant à la batterie. À l’époque, le groupe joue du death metal industriel incluant des éléments de dark wave ajoutant une ambiance assez sombre et mystique à leur musique.
Necromancia produit sa première démo intitulé Garden of Delight en 1993, mais cet opus n'a pas de succès. Ne voulant pas renoncer à leurs carrières musicales, Stefan Bayle et les autres membres du groupe décidèrent alors de faire disparaître Necromancia pour laisser place à un autre projet, Anorexia Nervosa, the Nihilistic Orchestra. Ce projet musical comprenait le même line-up que Necromancia mais avec un style plutôt tourné vers le black metal.

### Changement de nom et succès (1995–1998)
Anorexia Nervosa sort sa première démo intitulée Nihil Negativum en 1995. Avec 1 200 exemplaires vendus, le groupe se fait un nom dans la scène heavy metal française. Cette démo affiche une ambiance sombre et torturée qui, par la suite, fait la renommée du groupe. C'est lors d'un concert dans le sud de la France que le groupe se fait remarquer par Michael Berberian, du label Season of Mist, qui leur propose un contrat pour un album. Anorexia Nervosa signe alors avec le label en 1997, et fait paraître son premier album studio intitulé Exile le mercredi 1er janvier la même année,. Dans la continuité de leur démo, Exile renferme un son malsain, alternant souvent entre un tempo rapide comprenant des sons de guitares brutales, et un style ambient plutôt lent se réduisant par un son proche du bruit blanc accompagné de vocaux lugubres. Sur ce premier album, le groupe cite Tristan Tzara comme influence. Concernant les paroles, l'album Exile est un album conceptuel, basé sur la névrose et l’expérimentation de la folie. L’album s’écoule à 2 400 exemplaires, ce qui permet au groupe d’élargir son audience, et de monter sur scène aux côtés de célèbres groupes de la scène metal internationale comme Cradle of Filth, Absu ou encore Misanthrope.
Anorexia Nervosa commence ensuite à prendre de nouvelles directions musicales en expérimentant différents genres musicaux pour trouver ainsi son propre style et se différencier de la multiplicité des groupes de la scène black metal. Mais tous ces changements ont eu pour conséquence des divergences musicales au sein du groupe. C'est ainsi que Stéphane Gerbaud et Marc Zabé prennent la décision de partir du projet Anorexia Nervosa en 1998. Le groupe se met alors à la recherche d'un nouveau chanteur.

### Arrivée de R.M.S. Hreidmarr (1998–2005)
Anorexia Nervosa recrute le chanteur Rose Mother Sucking Hreidmarr, de son vrai nom Nicolas Saint-Morand, déjà connu comme chanteur dans d'autres groupe de metal. Voulant donner plus de profondeur à ses futurs morceaux, les membres du groupe engagent aussi le claviériste Neb Xort qui donne ces sons lugubres qui font la célébrité du groupe. En 1999, Anorexia Nervosa enregistre Sodomizing the Archedangel aux Drudenhaus Studios, les propres studios du groupe. Cet EP devait servir d’avant-goût aux productions futures d'Anorexia Nervosa. Grâce aux ventes de cette production, le groupe peut signer avec le label Osmose Productions, et retourne en studio afin d’enregistrer son premier album sous Osmose intitulé Drudenhaus, sorti en 2000. Le style est musicalement violent vantant la décadence humaine, le même sujet abordé sur l'EP Sodomizing the Archedangel. Anorexia Nervosa poursuit son évolution sur son troisième album sorti en 2001, New Obscurantis Order. L'album inclut un tempo toujours plus rapide, des orchestrations plus lisses et un son globalement plus violent et une thématique plus occulte.
En juin et juillet 2004, le groupe révèle les titres et la date de sortie, respectivement, de leur quatrième album studio,. En septembre, ils font paraître la chanson Codex Veritas en téléchargement libre sur leur site officiel, issue de leur nouvel album. Le 9 novembre 2004, le groupe fait paraître l'album Redemption Process sur le label Listenable Records,, enregistré aux Drudenhaus Studios, et dont le mastering est effectué aux studios Cutting Room en Suède. Cet album, dans la veine de Dimmu Borgir, est moins abrupt que son prédécesseur, et inclut des orchestrations plus riches. Il s’agit également d’un album concept dont les paroles traitent du chemin vers la rédemption. Un an plus tard, Anorexia Nervosa fait paraître l'EP The September, qui contient une nouvelle version de la chanson Sister September apparaissant sur l'album Redemption Process qui est un énorme succès lors des ventes de l'album. L'EP contient aussi trois reprises et quatre enregistrements live.
En septembre 2005, le groupe est cité lors d'une polémique impliquant le suicide de deux jumelles à Paris. D'après BBC News, les deux adolescentes âgées de 14 ans, Marion et Virginie, étaient obsédées par la mort, et le blog rédigé par l'une d'entre elles contenait les paroles du groupe extrait de la compilation Suicide is Sexy.
Le 20 décembre 2005, R.M.S. Hreidmarr annonce sur le site du groupe son départ du groupe. Un an avant, en 2004, il participe aux parties vocales de l'album Darkness Needs Us de Finnugor, et chante pour le groupe Crack ov Dawn sous le nom de Vinnie Valentine.

### Inactivité (depuis 2005)
À la suite du départ de R.M.S. Hreidmarr, Anorexia Nervosa se met en quête d’un nouveau chanteur. Le groupe finit par décider de sa mise en suspens, de peur qu’il devienne une sorte de parodie de lui-même. Aucune information sur une possible reprise des activités n’est donnée depuis. Certains membres d'Anorexia Nervosa participent alors à d'autres projets parallèles. Stefan Bayle et Neb Xort ayant prêté main-forte à Jensara Swann et Ben Notox en formant le projet musical The Veil dont le premier album intitulé Sleeping Among Serpents est sorti en 2006. Neb Xort aide également à la production du deuxième album de The Veil intitulé Vestige sorti en 2008.
R.M.S. Hreidmarr, quant à lui, continue sa carrière de vocaliste au sein du groupe The Cosa Nostra Klub (précédemment Count Nosferatu Kommando), un groupe de black metal industriel auquel il participait déjà en parallèle à Anorexia Nervosa. Depuis son départ d'Anorexia Nervosa en 2005, The C.N.K. connait un succès grandissant avec les albums intitulés L'hymne à la joie sorti en 2007 et la réédition de l’album Ultraviolence Über Alles sorti en 2009 (cet album date initialement de 2002).

## Style musical
Les deux premiers CD d'Anorexia Nervosa Nihil Negativum et Exile ont un style musical bien différents des albums suivants du groupe. Il s'agit d'une sorte de metal gothique comprenant des éléments industriels ce qui en fait des albums assez expérimentaux. Concernant Exile l'album sorti sous le label Season of Mist en 1995, les sonorités évoquent une forme de dépression aiguë alternant avec des puissants moments de colère. R.M.S. Hreidmarr et Neb Xort rejoignirent le groupe pour l'enregistrement de Sodomizing the Archedangel en 1999. Un EP qui aurait dû rester une simple démo. Cependant le patron d'Osmose Productions en décide autrement et ce fut une réussite puisque cela marqua le début d'une progression vers le statut de heavy metal français le plus apprécié.[réf. nécessaire]
L'arrivée d'Hreidmarr au chant, et de Neb Xort au clavier, donne un nouveau souffle à ce qui restait de l'ancien line-up. Les critiques à la sortie de l'album Drudenhaus déclarent[réf. nécessaire] qu'Anorexia Nervosa n'était pas logique dans ses choix musicaux et surtout qu'ils n'étaient pas sincères en présentant avec l'EP Sodomizing the Archedangel. En effet, l'EP est présenté comme un style de black metal facilement abordable alors que Drudenhaus était complètement différent. Un genre musical complètement inconnu, le Dark Nihilistic Metal.
L'ancien line-up doit se concerter pour trouver un nouveau chanteur, assez charismatique pour relever la carrière du groupe qui était au plus bas après les démissions de Stéphane Gerbaud et de Marc Zabé en 1998. Hreidmarr fut alors choisi, ce vocaliste déjà connu dans d'autres groupes comme Crack Ov Dawn, Poison Girl 666 ou encore Malveliance, possédait une voix assez puissante pour le projet de style musical d'Anorexia Nervosa et incarnait un personnage qui convenait très bien à l'image lugubre du groupe. Ce qui découla de ce nouveau line-up est une influence énorme au black metal.[réf. nécessaire] Cependant, Hreidmarr est aussi influencé par d'autres style que le black metal.[réf. nécessaire] De plus, Anorexia Nervosa doit évoluer musicalement après les critiques faite sur l'album Exile et sur Sodomizing the Archedangel - EP.

## Membres

### Membres actuels
- Maître Stefan Bayle - guitare (1995–2005)
- Pierre Couquet - basse (1995–2005)
- Neb Xort - claviers, arrangements (1998–2005)
- Nilcas Vant - batterie (1995–2005)

### Anciens membres
- Sylvain Courtoux - clavier (1997)
- Stéphane Gerbaud - chant (1995–1998)
- Marc Zabé - guitare (1995–1998)
- R.M.S. Hreidmarr - chant (1998–2005)
- Nicolas Sanchez - basse Live (2004-2005)
- Sébastien Rivet (ex-Necromancia) - guitare sur la démo garden of delight (1991-1993)

## Discographie

### Albums studio
- 1997 : Exile
- 2000 : Drudenhaus
- 2001 : New Obscurantis Order
- 2004 : Redemption Process

### Démos et EP
- 1993 : Garden of Delight (Necromancia)
- 1995 : Nihil Negativum
- 1999 : Sodomizing the Archedangel
- 2005 : The September - EP

### Compilations
- 2004 : Suicide is Sexy